# Stagnicola montenegrinus
Stagnicola montenegrinus is een slakkensoort uit de familie van de Lymnaeidae. De wetenschappelijke naam van de soort is voor het eerst geldig gepubliceerd in 2009 door Gloer & Pesic.